# БРІК
БРІК — це акронім, утворений від перших букв назв чотирьох країн, що розвиваються, з приблизно однаковим рівнем економічного розвитку: Бразилії, Росії, Індії та Китаю. Їх називають «БРІК», «країнами БРІК», «економіками БРІК» або, іноді, «Великою четвіркою». В 2010 році, після інституціоналізації БРІКС, до цієї групи почали зараховувати і Південно-Африканську Республіку.
Термін БРІК був запропонований економістом Джимом О'Ніллом у 2001 році, щоб об'єднати чотири держави, які, як вважалося, перебувають на одному щаблі економічного розвитку та швидко розвиваються. У 2009 році відбувся перший саміт лідерів цих країн, і в 2010 році БРІК почали розглядати як міжнародну інституцію. До групи почала проявляти інтерес також Південна Африка і 24 грудня 2010 року її офіційно запросили до БРІК. Початковою метою об'єднання було встановлення справедливого, демократичного та багатополярного світового порядку, але зі вступом ПАР і перетворенням на БРІКС, це об'єднання поступово перетворилося на більш традиційну політичну організацію. На саміті 2010 року О'Нілл висловив думку, що Південно-Африканська Республіка, з населенням дещо меншим за 50 мільйонів, має занадто малу економіку, щоб претендувати на приєднання до БРІК.

## Виникнення поняття
Вважається, що Джим О'Нілл, економіст та партнер Goldman Sachs, першим висловив припущення, що економіки Бразилії, Росії, Індії та Китаю поділяють багато спільних рис та володіють настільки значним економічним потенціалом, що до 2050 року можуть стати чотирма найбільшими економіками світу. Ці країни займають понад 25 % суходолу, де проживає 40 % населення світу, а сукупний ВВП (ПКС) становить 20 трильйонів доларів. Майже за всіма параметрами їхнє об'єднання стало б найбільшим міжнародним утворенням на світовій арені. Ринки цих чотирьох країн також є лідерами за розмірами та темпами зростання серед країн, що розвиваються.

### Звіт «Dreaming with BRICs: The Path to 2050» (2003)
У своєму першому дослідженні Goldman Sachs відмітило, що станом на 2003 рік, Бразилія, Росія, Індія та Китай вже провели модернізацію своїх політичних систем, щоб повною мірою скористатися перевагами глобального капіталізму. Висловилось припущення, що Китай та Індія з часом можуть стати провідними світовими постачальниками промислових товарів і послуг відповідно, тоді як Бразилія та Росія домінуватимуть на ринку постачання сировини.

### Подальші дослідження
У наступному звіті відділу глобальної економічної аналітики Goldman Sachs, що вийшов у 2004 році, зазначалося, що в країнах БРІК кількість людей із річним доходом понад 3000 доларів подвоїться протягом трьох років і досягне 800 мільйонів протягом десяти років. Це означатиме значне зростання чисельності середнього класу в цих країнах. За їх підрахунками, у 2025 році кількість людей у країнах БРІК, які заробляють понад 15 000 доларів США щороку, може досягти понад 200 мільйонів. Це призведе до значного зростання попиту, який вже не обмежуватиметься товарами для покриття базових потреб. Згідно зі звітом, спочатку Китай, а через десятиліття й Індія, почнуть домінувати у світовій економіці. У той же час, звіт визнавав, що незважаючи на рекордні темпи зростання економік БРІК, в осяжному майбутньому середній рівень життя населення в розвинутих економіках продовжуватиме значно переважати відповідний показник в країнах БРІК.
У звіті також згадується проблема неефективного споживання енергії в Індії та недостатньої представленості цих економік на світових ринках капіталу. Значна чисельність населення, що проживає в країнах БРІК, дозволить відносно швидко досягнути абсолютних показників економік G6, але рівень доходів на душу населення залишиться набагато нижчим, ніж у промислово розвинених країнах. Це також вплине на світові ринки, оскільки транснаціональні корпорації намагатимуться скористатися перевагами величезних ринків БРІК, виробляючи, наприклад, дешевші автомобілі та інші промислові товари, що будуть доступними споживачам у цих країнах, замість предметів розкоші, які зараз приносять найбільший дохід. Індія та Китай уже зробили відчутною свою присутність на світових ринках послуг та промислового виробництва відповідно.
Наступний звіт, складений 2007 року під керівництвом Тушара Поддара та Єви Ї, фокусувався на «зростаючому потенціалі зростання Індії». Проаналізувавши тенденції зростання в цій країні за попередні чотири роки, Goldman Sachs стверджував, що «вплив Індії на світову економіку буде більшим і швидшим, ніж передбачалось у попередніх дослідженнях, присвячених БРІК». Вони відзначили наявність перспективних напрямків індійських наукових досліджень і розробок, а також швидке економічне зростання, що призведе до появи процвітаючого середнього класу.
У Індії знаходиться 10 із 30 найшвидше зростаючих міських агломерацій у світі. Виходячи з сучасних тенденцій, приблизно 700 мільйонів людей переїдуть до міст до 2050 року. Це матиме значні наслідки для попиту на міську інфраструктуру, нерухомість і послуги.
Goldman Sachs прогнозував, що «з 2007 по 2020 рік ВВП Індії на душу населення в доларах США зросте в чотири рази», і що індійська економіка перевищить американську до 2043 року. Водночас у доповіді зазначено, що Росія, зберігаючи своє домінування на європейському енергетичному ринку, продовжуватиме стикатись з економічними проблемами, оскільки її населення невпинно скорочується.
Згідно з дослідженням «EM Equity in Two Decades: A Changing Landscape» (2010), до 2030 року Китай може перевершити Сполучені Штати за капіталізацією фондового ринку і стати найбільшим ринком цінних паперів у світі. Прогнозувалось, що 2020 року ВВП США буде лише незначно перевершувати ВВП Китаю. Разом на чотири країни БРІК може припадати 41 % капіталізації світового ринку до 2030 року, йдеться у звіті. Наприкінці 2010 року Китай вперше перевищив ВВП Японії, досягнувши 5,88 трильйона доларів США порівняно з японськими 5,47 трильйона доларів. Таким чином Китай став другою за величиною економікою світу після США.
За даними дослідження британського Національного інституту економічних і соціальних досліджень (NIESR), яке базується на даних Міжнародного валютного фонду, у 2012 році Бразилія стала шостою за величиною економікою світу, обійшовши Велику Британію (2,52 трлн доларів і 2,48 трлн доларів відповідно). У 2010 році економіка Бразилії становила 2,09 трильйона доларів, а Великобританії — 2,25 трильйона доларів. Значне зростання було викликано високими цінами на продовольство та нафту.
Після того, як Standard & Poor's (S&P) заявило, що перспективи зростання індійської економіки можуть погіршитися, якщо не підвищиться якість політичних рішень та управління, Fitch Ratings у червні 2012 року знизило свій кредитний прогноз зі стабільного до негативного рейтингу BBB-, найнижчого інвестиційного рівня кредитного рейтингу. За тиждень до того, як Fitch оприлюднило рейтинг, S&P заявило, що Індія може стати першою з країн БРІК, яка втратить інвестиційний рівень кредитного рейтингу.
У 2013 році Китай вперше досягнув показника 4 трлн дол. товарообігу і став лідером світової торгівлі: експорт склав 2,21 трлн дол., імпорт — 1,95 трлн дол. У той час Сполучені Штати за 11 місяців 2013 року здійснили торгівельних операцій на 3,5 трлн дол., таким чином втративши першість. У 2013 році позитивне сальдо торговельного балансу Китаю склало майже 260 мільярдів доларів, що на 12,8 % більше, ніж попереднього року.
Goldman Sachs непублічно закрив свій фонд БРІК після того, як його активи з 2010 року втратили 88 відсотків вартості, і натомість направив кошти цього фонду в країни з ринками, що розвиваються. Керівник відділу ринків, що розвиваються, компанії «Morgan Stanley Investment Management» Ручір Шарма видав у 2012 році книгу Передові країни. В очікуванні нового «економічного дива», у якій висловлювась думка, що швидке економічне зростання не зможе тривати більше десяти років.

## Статистичні дані

Динаміка частки у світовому номінальному ВВП з 1980 по 2018 рік першої десятки країн станом на 2018 рік, з прогнозом МВФ до 2024 року.

| Критерій                                              | Бразилія | Росія | Індія | Китай |
| ----------------------------------------------------- | -------- | ----- | ----- | ----- |
| За площею                                             | 5-а      | 1-а   | 7-а   | 3-я   |
| За населенням                                         | 5-а      | 9-а   | 2-а   | 1-а   |
| За темпами росту населення                            | 128-а    | 177-а | 98-а  | 148-а |
| За кількістю економічно активного населення           | 5-а      | 6-а   | 2-а   | 1-а   |
| За ВВП (номінал)                                      | 8-а      | 10-а  | 5-а   | 2-а   |
| За ВВП (ПКС)                                          | 7-а      | 6-а   | 3-я   | 1-а   |
| За ВВП (номінал) на душу населення                    | 57-а     | 47-а  | 139-а | 86-а  |
| За ВВП (ПКС) на душу населення                        | 75-а     | 55-а  | 126-а | 94-а  |
| За темпами зростання ВВП                              | 180-а    | 177-а | 3-я   | 12-а  |
| За індексом людського розвитку                        | 85-а     | 55-а  | 114-а | 101-а |
| За обсягами експорту                                  | 6-а      | 8-а   | 12-а  | 1-а   |
| За обсягами імпорту                                   | 21-а     | 17-а  | 8-а   | 2-а   |
| За балансом поточних операцій                         | 187-а    | 5-а   | 186-а | 2-а   |
| За отриманим ПІІ                                      | 13-а     | 16-а  | 19-а  | 4-а   |
| За міжнародними резервами                             | 10-а     | 6-а   | 9-а   | 1-а   |
| За зовнішнім боргом                                   | 20-а     | 21-а  | 22-а  | 12-а  |
| За державним боргом                                   | 42-а     | 190-а | 104-а | 184-а |
| За споживанням електроенергії                         | 9-а      | 4-а   | 3-я   | 1-а   |
| За виробництвом електроенергії з відновлюваних джерел | 3-я      | 5-а   | 6-а   | 1-а   |
| За кількістю мобільних телефонів                      | 4-а      | 5-а   | 2-а   | 1-а   |
| За кількістю користувачів Інтернету                   | 5-а      | 6-а   | 2-а   | 1-а   |
| За виробництвом автотранспорту                        | 9-а      | 15-а  | 5-а   | 1-а   |
| За військовими витратами                              | 11-а     | 4-а   | 5-а   | 2-а   |
| За чисельністю збройних сил                           | 15-а     | 5-а   | 2-а   | 1-а   |
| За кількістю наданих для ООН миротворців              | 24-а     | 77-а  | 3-я   | 9-а   |
| За загальною довжиною залізниць                       | 10-а     | 3-я   | 4-а   | 2-а   |
| За загальною довжиною автошляхів                      | 4-а      | 7-а   | 2-а   | 3-я   |

### Прогноз Goldman Sachs

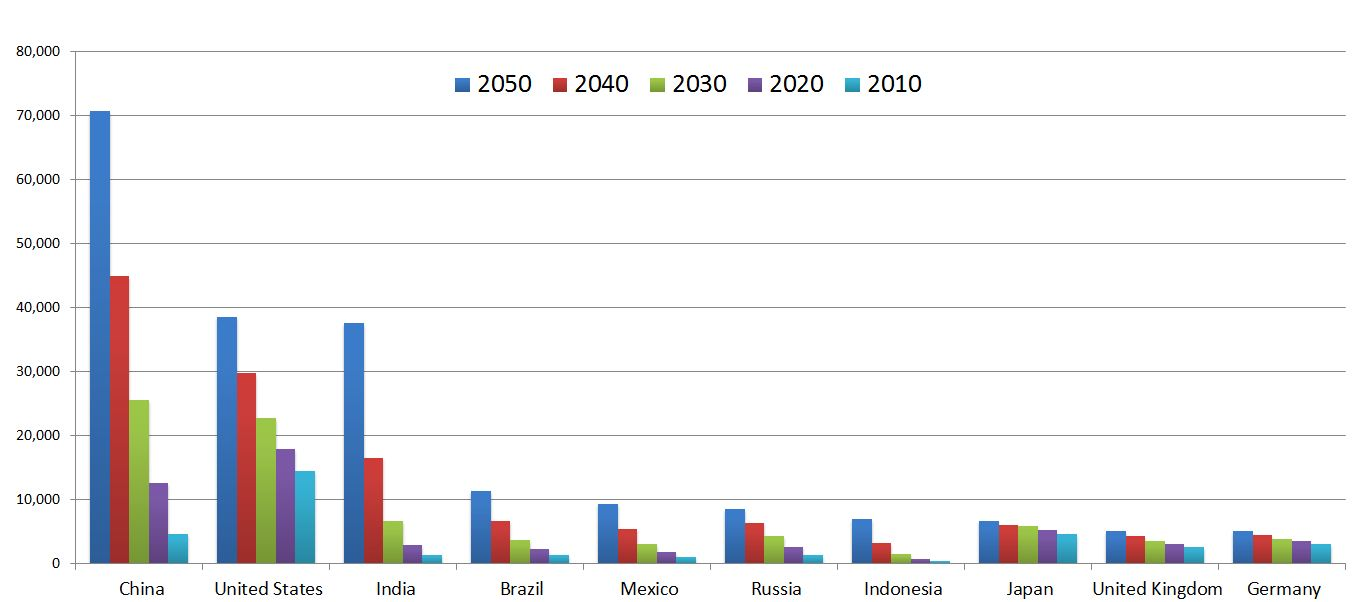
Десять найбільших економік світу у 2050 році за ВВП (млрд дол. США 2006 року) за прогнозом Goldman Sachs

| Рейтинг 2050 | Країна          | 2050   | 2045   | 2040   | 2035   | 2030   | 2030 USDA | 2025   | 2020   | 2015   | 2010   | 2006   | Відсоткове зростання з 2006 по 2050 рік |
| ------------ | --------------- | ------ | ------ | ------ | ------ | ------ | --------- | ------ | ------ | ------ | ------ | ------ | --------------------------------------- |
| 1            | Китай           | 70,710 | 57,310 | 45,022 | 34,348 | 25 610 | 22 200    | 18,437 | 12 630 | 8,133  | 4667   | 2,682  | 2536 %                                  |
| 2            | Індія           | 38,668 | 25,278 | 16 510 | 10 514 | 6,683  | 6600      | 4,316  | 2,848  | 1900   | 1,256  | 909    | 4043 %                                  |
| 3            | Сполучені Штати | 38,514 | 33,904 | 29 823 | 26 097 | 22 817 | 24 800    | 20 087 | 17 978 | 16,194 | 14 535 | 13,245 | 190 %                                   |
| 4            | Бразилія        | 11,366 | 8740   | 6,631  | 4,963  | 3720   | 4000      | 2,831  | 2,194  | 1720   | 2,087  | 1,064  | 968 %                                   |
| 5            | Мексика         | 9340   | 7,204  | 5,471  | 4,102  | 3,068  | 2300      | 2,303  | 1742   | 1,327  | 1,009  | 851    | 997 %                                   |
| 6            | Росія           | 8 580  | 7420   | 6320   | 5,265  | 4,265  | 2400      | 3,341  | 2,554  | 1900   | 1,371  | 982    | 773 %                                   |

Усі дані вище — прогноз Goldman Sachs, за винятком колонки USDA 2030, яка містить прогноз Міністерства сільського господарства США (USDA) щодо 20 найбільших економік світу у 2030 році. Інформація щодо 16 країн збігається з даними Goldman Sachs.
| Рейтинг у 2050 | Країна          | 2050   | 2045   | 2040   | 2035   | 2030   | 2025   | 2020   | 2015   | 2010   | 2006   | Відсоткове зростання з 2006 по 2050 рік |
| -------------- | --------------- | ------ | ------ | ------ | ------ | ------ | ------ | ------ | ------ | ------ | ------ | --------------------------------------- |
| 1              | США             | 91,683 | 83,489 | 76,044 | 69,019 | 62,717 | 57,446 | 53,502 | 50,200 | 47,014 | 44,379 | 106 %                                   |
| 2              | Південна Корея  | 90,294 | 75,979 | 63,924 | 53,449 | 44,602 | 36,813 | 29,868 | 26,012 | 21,602 | 18,161 | 397 %                                   |
| 3              | Велика Британія | 79,234 | 73,807 | 67,391 | 61,049 | 55,904 | 52,220 | 49,173 | 45,591 | 41,543 | 38,108 | 107 %                                   |
| 4              | Росія           | 78,435 | 65,708 | 54,221 | 43,800 | 34,368 | 26,061 | 19,311 | 13,971 | 9,833  | 6,909  | 1,037 %                                 |
| 5              | Канада          | 76,002 | 69,531 | 63,464 | 57,728 | 52,663 | 48,621 | 45,961 | 43,449 | 40,541 | 38,071 | 99 %                                    |
| 6              | Франція         | 75,253 | 68,252 | 62,136 | 56,562 | 52,327 | 48,429 | 44,811 | 41,332 | 38,380 | 36,045 | 108 %                                   |
| 7              | Німеччина       | 68,253 | 62,658 | 57,118 | 51,710 | 47,263 | 45,033 | 43,223 | 40,589 | 37,474 | 34,588 | 97 %                                    |
| 8              | Японія          | 66,846 | 60,492 | 55,756 | 52,345 | 49,975 | 46,419 | 42,385 | 38,650 | 36,194 | 34,021 | 96 %                                    |
| 9              | Мексика         | 63,149 | 49,393 | 38,255 | 29,417 | 22,694 | 17,685 | 13,979 | 11,176 | 8,972  | 7,918  | 697 %                                   |
| 10             | Італія          | 58,545 | 52,760 | 48,070 | 44,948 | 43,195 | 41,358 | 38,990 | 35,908 | 32,948 | 31,123 | 88 %                                    |
| 11             | Бразилія        | 49,759 | 38,149 | 29,026 | 21,924 | 16,694 | 12,996 | 10,375 | 8,427  | 6,882  | 5,657  | 779 %                                   |
| 12             | Китай           | 49,650 | 39,719 | 30,951 | 23,511 | 17,522 | 12,688 | 8,829  | 5,837  | 3,463  | 2,041  | 2,332 %                                 |
| 13             | Туреччина       | 45,595 | 34,971 | 26,602 | 20,046 | 15,188 | 11,743 | 9,291  | 7,460  | 6,005  | 5,545  | 722 %                                   |
| 14             | В'єтнам         | 33,472 | 23,932 | 16,623 | 11,148 | 7,245  | 4,583  | 2,834  | 1,707  | 1,001  | 655    | 5,010 %                                 |
| 15             | Іран            | 32,676 | 26,231 | 20,746 | 15,979 | 12,139 | 9,328  | 7,345  | 5,888  | 4,652  | 3,768  | 767 %                                   |
| 16             | Індонезія       | 22,395 | 15,642 | 10,784 | 7,365  | 5,123  | 3,711  | 2,813  | 2,197  | 1,724  | 1,508  | 1,385 %                                 |
| 17             | Індія           | 20,836 | 14,446 | 9,802  | 6,524  | 4,360  | 2,979  | 2,091  | 1,492  | 1,061  | 817    | 2,450 %                                 |
| 18             | Пакистан        | 20,500 | 14,025 | 9,443  | 6,287  | 4,287  | 3,080  | 2,352  | 1,880  | 1,531  | 1,281  | 1,500 %                                 |
| 19             | Філіппіни       | 20,388 | 14,260 | 9,815  | 6,678  | 4,635  | 3,372  | 2,591  | 2,075  | 1,688  | 1,312  | 1,453 %                                 |
| 20             | Нігерія         | 13,014 | 8,934  | 6,117  | 4,191  | 2,944  | 2,161  | 1,665  | 1,332  | 1,087  | 919    | 1,316 %                                 |
| 21             | Єгипет          | 11,786 | 7,066  | 5,183  | 3,775  | 2,744  | 2,035  | 1,568  | 1,260  | 897    | 778    | 808 %                                   |
| 22             | Бангладеш       | 5,235  | 3,767  | 2,698  | 1,917  | 1,384  | 1,027  | 790    | 627    | 510    | 427    | 1,125 %                                 |

| Групи | Країни                                                          | 2050    | 2045   | 2040   | 2035   | 2030   | 2025   | 2020   | 2015   | 2010   | 2006   |
| ----- | --------------------------------------------------------------- | ------- | ------ | ------ | ------ | ------ | ------ | ------ | ------ | ------ | ------ |
| БРІКС | Бразилія, Росія, Індія, Китай, Південна Африка                  | 128,324 | 98,757 | 74,483 | 55 090 | 40,278 | 28 925 | 20,226 | 13 653 | 8640   | 5,637  |
| G7    | Канада, Франція, Німеччина, Італія, Японія, Великобританія, США | 66 039  | 59,475 | 53,617 | 48,281 | 43,745 | 39,858 | 36,781 | 33,414 | 30,437 | 28 005 |

Відповідно до звіту Світового банку „Ведення бізнесу“ за 2019 рік, економіки країн БРІК провели загалом 21 реформу, переважно в сферах постачання електроенергії та зовнішньої торгівлі.

## Історія

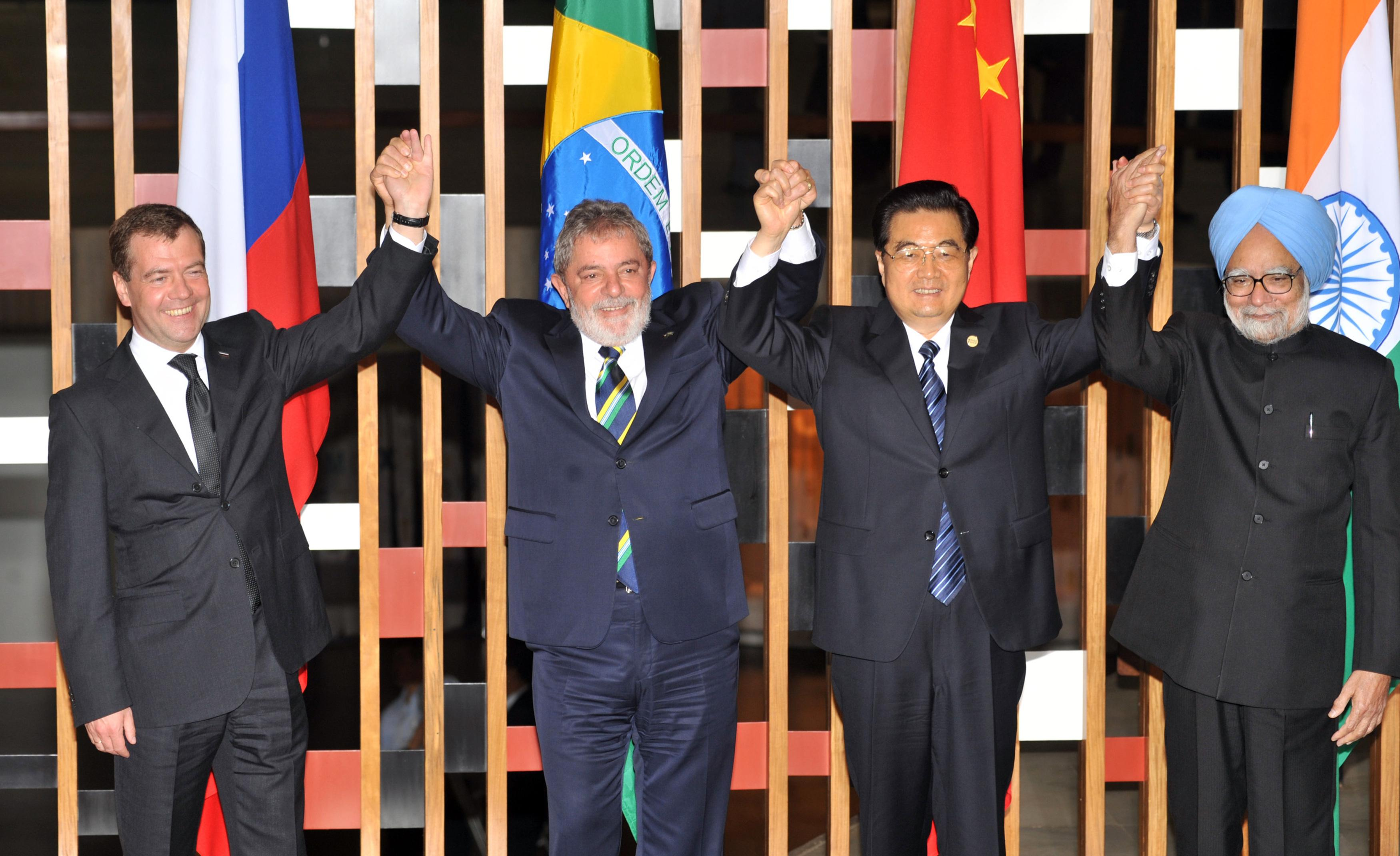
Лідери БРІК у 2010 році

Англомовний термін BRIC досить швидко набув популярності і з часом з'явились різні варіації цього акроніма: BRICK (де K — Південна Корея), BRIMC (де M — Мексика), BRICA (де А — арабські країни GCC — Саудівська Аравія, Катар, Кувейт, Бахрейн, Оман і Об'єднані Арабські Емірати) і BRICET (включає Східну Європу та Туреччину).
У серпні 2010 року Джим О'Нілл з Goldman Sachs висловив сумнів, що африканські країни можна включати до БРІК. Аналітики банків-конкурентів прагнули вийти за рамки концепції БРІК, запровадивши власні групи ринків, що розвиваються. Зокрема, CIVETS (Колумбія, Індонезія, В'єтнам, Єгипет, Туреччина та ПАР), EAGLES (Emerging and Growth Leading Economies) і 7-відсотковий клуб (до якого входять ті країни, які показують щорічне економічне зростання щонайменше 7 відсотків на рік).
Південна Африка прагнула долучитись до політичного виміру БРІК з 2009 року, і процес офіційного вступу розпочався в серпні 2010 року. 24 грудня 2010 року Південно-Африканська Республіка була офіційно прийнята до БРІК після запрошення Китаю та інших країн-учасників. Велика літера „С“ у БРІКС почала означати Південну Африку. Президент Джейкоб Зума взяв участь у саміті БРІКС у місті Санья в квітні 2011 року уже як повноправний учасники. Південна Африка займає унікальне становище, яке дозволяє їй впливати на економічне зростання та інвестиції в Африці. За словами Джима О'Нілла, Південно-Африканська Республіка, як найрозвиненіша країна континенту, слугує „воротами“ в Південну Африку та Африку загалом. Китай вже став найбільшим торговим партнером ПАР, Індія також планує розширювати торговельні зв'язки з Африкою. Південно-Африканська Республіка є найбільшою економікою Африки, але, займаючи 31 місце в світі за обсягом ВВП, вона все ж значно відстає від партнерів БРІКС.
Джим О'Нілл висловив здивування, коли Південна Африка приєдналася до БРІК, оскільки економіка ПАР — це заледве чверть економіки Росії (найменш економічно потужної країни БРІК). Він вважав, що ця держава має потенціал є, але не очікував швидкого приєднання ПАР. Південноафриканський економіст Мартін Дейвіс стверджував, що рішення запросити Південну Африку не мало економічного сенсу, а було суто політично кроком в рамках стратегії Китаю з розширення присутності Африці та збільшення свого глобального впливу. Він вважав, що „S“ у „BRICS“ з часом може перерости в SADC.
Присутність африканської країни має важливе геополітичне значення, оскільки таким чином БРІКС отримує присутність на чотирьох основних континентах, що дозволяє швидше нарощувати свій вплив та розширювати торговельні можливості.

## Потенційні учасники
Мексика та Південна Корея наразі посідають 13-те та 15-те місця у світі за розміром номінального ВВП, одразу після БРІК та G7. В обох країнах спостерігається швидке зростання ВВП на 5 % щороку, що можна порівняти з показниками Бразилії. Автор терміна БРІК Джим О'Нілл стверджував, що в 2001 році, коли вийшла його перша стаття на цю тему, Мексику ще не можна було включити до „четвірки“, але сьогодні в її економіці присутні ті ж тенденції, що і в економіках країн БРІКС, тому якби стаття писалась зараз, він її б включив. Швидке зростання Південної Кореї, яка теж спершу не була включена до БРІК, спонукало Goldman Sachs змінити свої першочервгові оцінки. У компанії запропонували додати Мексику та Південну Корею до BRIC, змінивши абревіатуру на BRIMCK, при цьому Джим О'Нілл зазначив, що Корея „перебуває в кращому вихідному становищі, ніж інші країни, та могла б чи не найкраще з них реалізувати свій потенціал зростання“. Окрім того, Джим О'Нілл створив термін MIKT, який є акронімом, що включає Мексику, Індонезію, Південну Корею та Туреччину.
У доповіді Goldman Sachs, опублікованій у грудні 2005 року, також пояснюється, чому Мексика та Південна Корея не були включені до БРІК. Згідно з документом, серед тих країн, які розглядали в компанії, лише Мексика та Південна Корея мають потенціал, щоб конкурувати з БРІК, але їх не включили, оскільки вважали їхні економіки вже достатньо розвиненими. Через популярність терміна BRIC, Goldman Sachs зрештою почав активно використовувати також „BRIMC“ і „BRICK“.
Ці терміни переважно використовуються в економічній і фінансовій сферах, а також в наукових працях . У інвестиційному секторі ними часто позначають облігації, випущені урядами ринків, що розвиваються.

## Лідери станом на 2022 рік

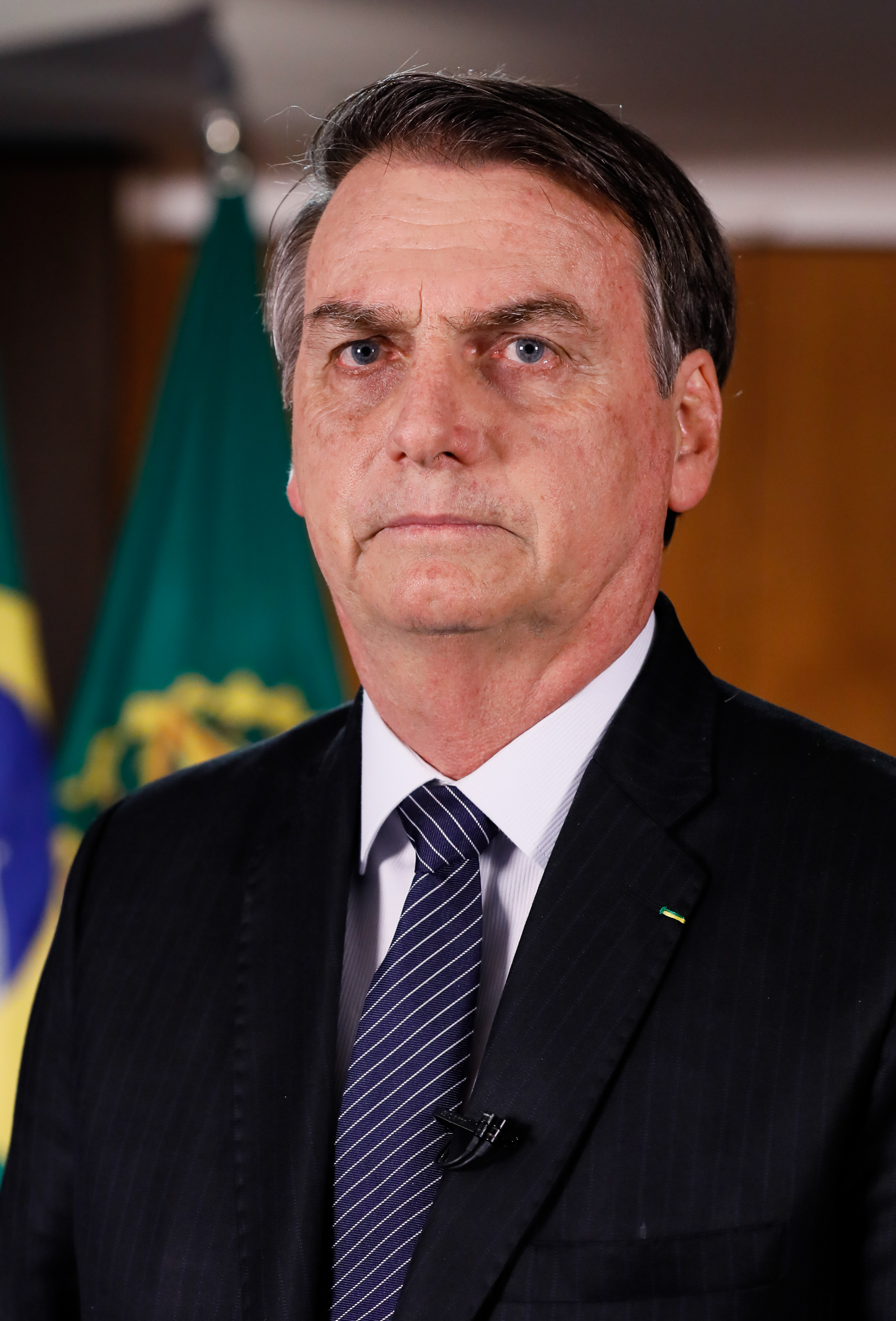
Жаїр Болсонару, Президент
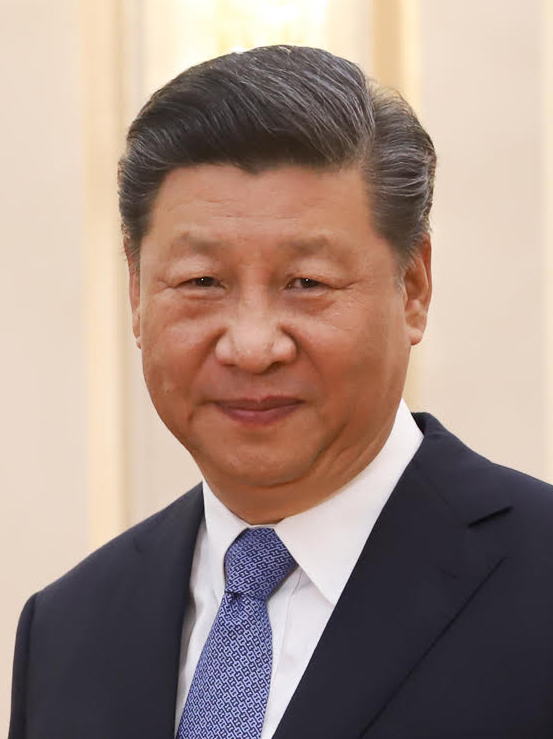
Сі Цзіньпін, Президент (де-факто верховний лідер як Генеральний секретар ЦК КПК)[примітка 1]
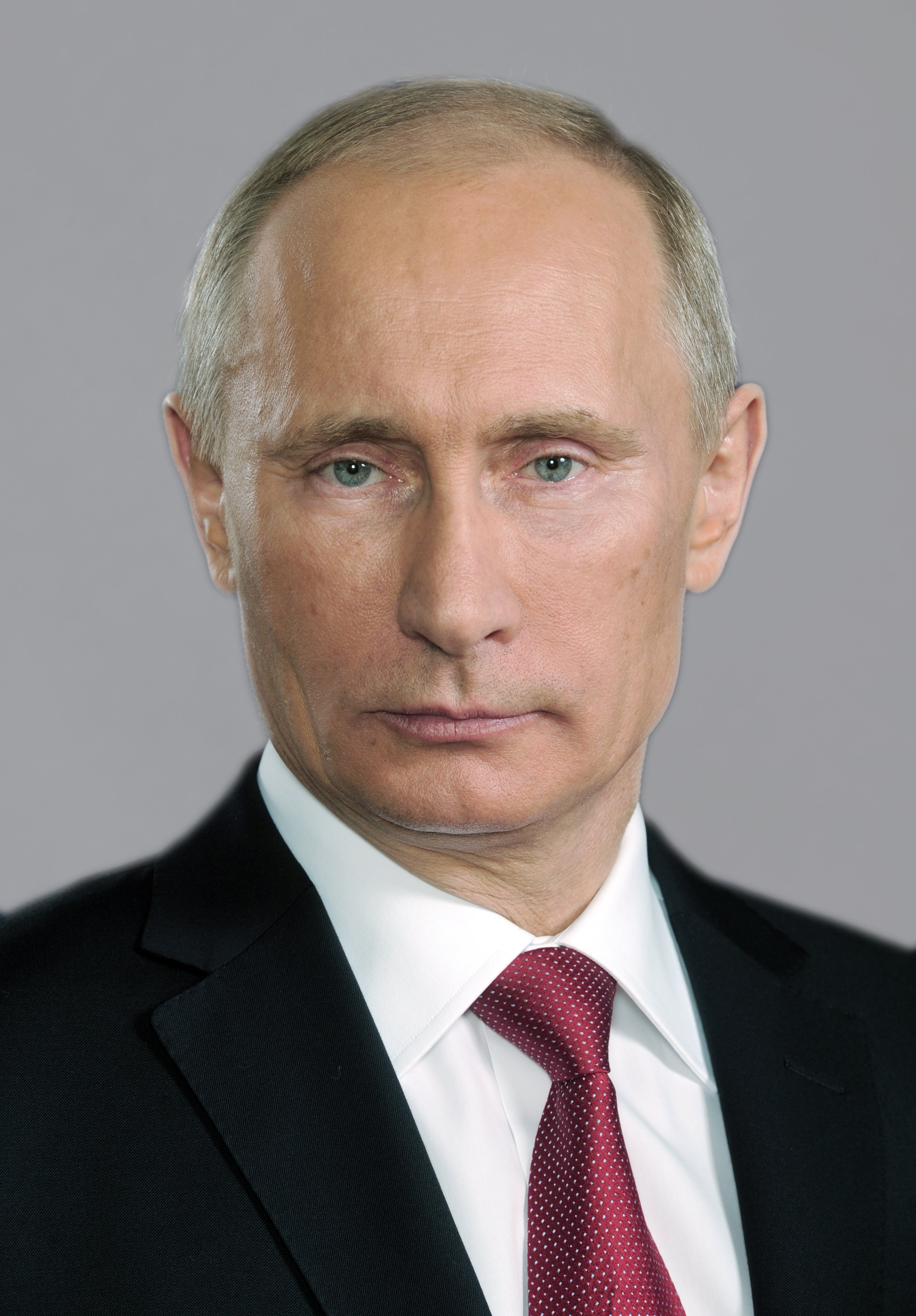
Володимир Путін, Президент
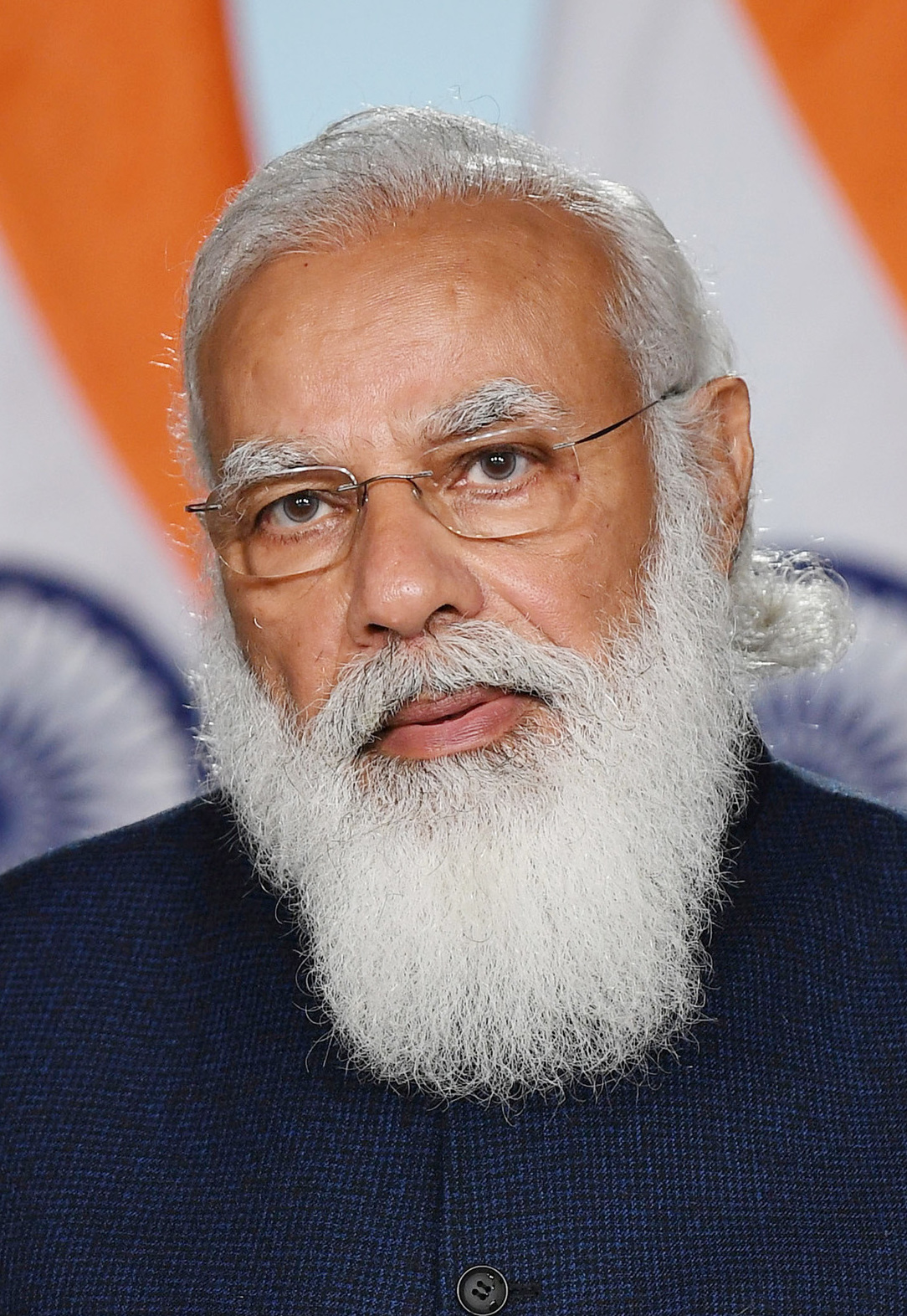
Нарендра Моді, Прем'єр-міністр

## Виноски
1. ↑  O'Neill, Jim (30 листопада 2001). Building Better Global Economic BRICs, Global Economics Paper No: 66 (PDF). Goldman Sachs. Архів оригіналу (PDF) за 14 листопада 2013. Процитовано 9 лютого 2015. [Архівовано 2013-11-14 у Wayback Machine.]
2. ↑  O'Neill, Jim; Dominic Wilson; Roopa Purushothaman; Anna Stupnytska (1 грудня 2005). How Solid are the BRICs? (Global Economics Paper No: 134) (PDF). Goldman Sachs Economic Research. Архів оригіналу (PDF) за 29 липня 2014. Процитовано 28 липня 2014. [Архівовано 2014-07-29 у Wayback Machine.]
3. ↑  Another BRIC in the wall. The Economist. 21 квітня 2008. Архів оригіналу за 9 лютого 2015. Процитовано 28 липня 2014.
4. 1 2 3 4 5 6  Graceffo, Antonio (21 січня 2011). BRIC Becomes BRICS: Changes on the Geopolitical hessboard. Foreign Policy Journal. Архів оригіналу за 26 січня 2011. Процитовано 14 квітня 2011.
5. ↑  Halpin, Tony, «Brazil, Russia, India and China form bloc to challenge US dominance» [Архівовано 2011-09-02 у Wayback Machine.], The Times, 17 June 2009.
6. ↑  New era as South Africa joins BRICS. SouthAfrica.info. Архів оригіналу за 18 квітня 2011. Процитовано 19 червня 2012.
7. ↑  Reuters 2011 Investment Outlook Summit, London and New York, 6–7 December 2010
8. ↑  Ask the expert: BRICs and investor strategy. Financial Times. 6 листопада 2006. Архів оригіналу за 25 квітня 2015. Процитовано 28 липня 2014.
9. ↑  Farah, Paolo D. (2006). Five Years of China's WTO Membership: EU and US Perspectives on China's Compliance with Transparency Commitments and the Transitional Review Mechanism (PDF). Legal Issues of Economic Integration. 33 (3): 263—304. Архів оригіналу (PDF) за 14 серпня 2014. Процитовано 28 липня 2014.
10. ↑  
BRICs [Архівовано 2008-02-27 у Wayback Machine.] - Goldman Sachs Research Report
11. 1 2 3  Podar, Tushar; Yi, Eva (22 січня 2007). India's Rising Growth Potential (PDF). GS Global Economic website. Global Economics Paper No. 15 2. Архів оригіналу (PDF) за 29 липня 2014. Процитовано 22 липня 2014.
12. ↑  Timothy Moe; Caesar Maasry; Richard Tang (8 вересня 2010). EM Equity in Two Decades: A Changing Landscape (Global Economics Paper No: 204) (PDF). Goldman Sachs. Архів оригіналу (PDF) за 8 липня 2011. [Архівовано 2011-07-08 у Wayback Machine.]
13. ↑  Goldman predicts: onwards and upwards for emerging markets. Blogs.ft.com. 8 вересня 2010. Архів оригіналу за 28 червня 2012. Процитовано 19 червня 2012.
14. ↑  Tabuchi, Hiroko (14 лютого 2011). China Replaced Japan in 2010 as No. 2 Economy. New York Times. Архів оригіналу за 28 лютого 2017. Процитовано 24 лютого 2017.
15. ↑  Brazil 'overtakes UK's economy'. BBC News. 6 березня 2012. Архів оригіналу за 10 липня 2018. Процитовано 20 червня 2018.
16. ↑  Brazil's economy experiences first contraction since 2009. Fox News. 4 грудня 2013. Архів оригіналу за 9 серпня 2014.
17. ↑  Fitch cuts India rating outlook to negative. Reuters. 18 червня 2012. Архів оригіналу за 19 червня 2012. Процитовано 19 червня 2012. [Архівовано 2012-06-19 у Wayback Machine.]
18. ↑  Angela Monaghan (10 січня 2014). China surpasses US as world's largest trading nation. The Guardian. Архів оригіналу за 3 січня 2017. Процитовано 11 грудня 2016.
19. ↑  Rana Foroohar (10 листопада 2015). Why the Mighty BRIC Nations Have Finally Broken. Архів оригіналу за 20 грудня 2016. Процитовано 6 грудня 2016.
20. ↑  IMF World Economic Outlook database. Процитовано 28 січня 2020.
21. ↑  
Jeanna Smialek (10 квітня 2015). These Will Be the World's 20 Largest Economies in 2030. Bloomberg News. Архів оригіналу за 19 листопада 2016. Процитовано 5 березня 2017.
22. ↑  Doing Business 2019.
23. ↑  The Australian Business - Emerging markets put China, India in the shade. Theaustralian.news.com.au. 27 серпня 2008. Архів оригіналу за 18 квітня 2009. Процитовано 15 жовтня 2010.
24. 1 2  Opinion Page (PDF). Архів оригіналу (PDF) за 15 червня 2010. Процитовано 15 жовтня 2010. [Архівовано 2010-06-15 у Wayback Machine.]
25. ↑  Study: Energy-rich Arab countries are next emerging market. Thestar.com.my. 23 лютого 2007. Архів оригіналу за 7 липня 2009. Процитовано 15 жовтня 2010.
26. ↑  Jim O'Neill (26 серпня 2010). How Africa can become the next Bric. Financial Times. Процитовано 19 червня 2012.
27. ↑  
Acronym alert: the Eagles rock, beyondbrics blog. Beyondbrics Blog. 15 листопада 2010. Архів оригіналу за 6 квітня 2012. Процитовано 19 червня 2012.
28. 1 2  Jim O'Neill (economist) (26 серпня 2010). How Africa can become the next Bric. Financial Times. Архів оригіналу за 31 жовтня 2012. Процитовано 19 червня 2012.
29. 1 2  
South Africa | Economy | BRIC. Global Post. 8 січня 2011. Архів оригіналу за 3 квітня 2012. Процитовано 19 червня 2012.
30. ↑  
Pesek, William (8 грудня 2005). South Korea, Another 'BRIC' in Global Wall: William Pesek Jr. Bloomberg. Архів оригіналу за 16 вересня 2009. Процитовано 15 жовтня 2010.
31. ↑  
MIKT: Another BRIC in the Making?. Seeking Alpha. Архів оригіналу за 15 липня 2012. Процитовано 19 червня 2012.
32. ↑  How Solid are the BRICs? (PDF). Global Economics. Архів оригіналу (PDF) за 17 липня 2011. Процитовано 21 вересня 2010. [Архівовано 2011-07-17 у Wayback Machine.]
33. ↑  
Correio Da Manha, newspaper. Архів оригіналу за 28 вересня 2007. Процитовано 29 листопада 2008.
34. ↑  
Pal, Mukul (23 квітня 2007). Business Standard, "Emerging risk and return". Business Standard India. Архів оригіналу за 3 березня 2008. Процитовано 29 листопада 2008.
35. ↑  Company News Group, "L'oreal, first quarter sales report". Архів оригіналу за 27 вересня 2007. Процитовано 29 листопада 2008. [Архівовано 2007-09-27 у Wayback Machine.]